# Pinus longaeva
Pinus longaeva (langlevende den) is een soort uit de dennenfamilie (Pinaceae) die voorkomt in de hoge berggebieden in het zuidwesten van de Verenigde Staten. Pinus longaeva staat plaatselijk bekend als de Great Basin bristlecone pine, Intermountain bristlecone pine of Western bristlecone pine. Het is samen met stoppelden (Pinus aristata) en vossenstaartden (Pinus balfouriana) een van drie verwante soorten bristlecone pines, en in het Nederlands wordt ze vaak bristlecone-den genoemd.
Het betreft een groenblijvende, boom- of struikvormende conifeer die zeer oud kan worden. Een naamloos exemplaar van bristlecone-den in het Inyo National Forest is meer dan 5.000 jaar oud en is daarmee de oudste individuele boom die geen kloon is. Tot voor 2012, toen die boom werd ontdekt, werd Methuselah (4.847 jaar oud), in hetzelfde bos, de oudste individuele boom geacht. De exacte locatie van beide bomen wordt geheimgehouden.

## Fotogalerij

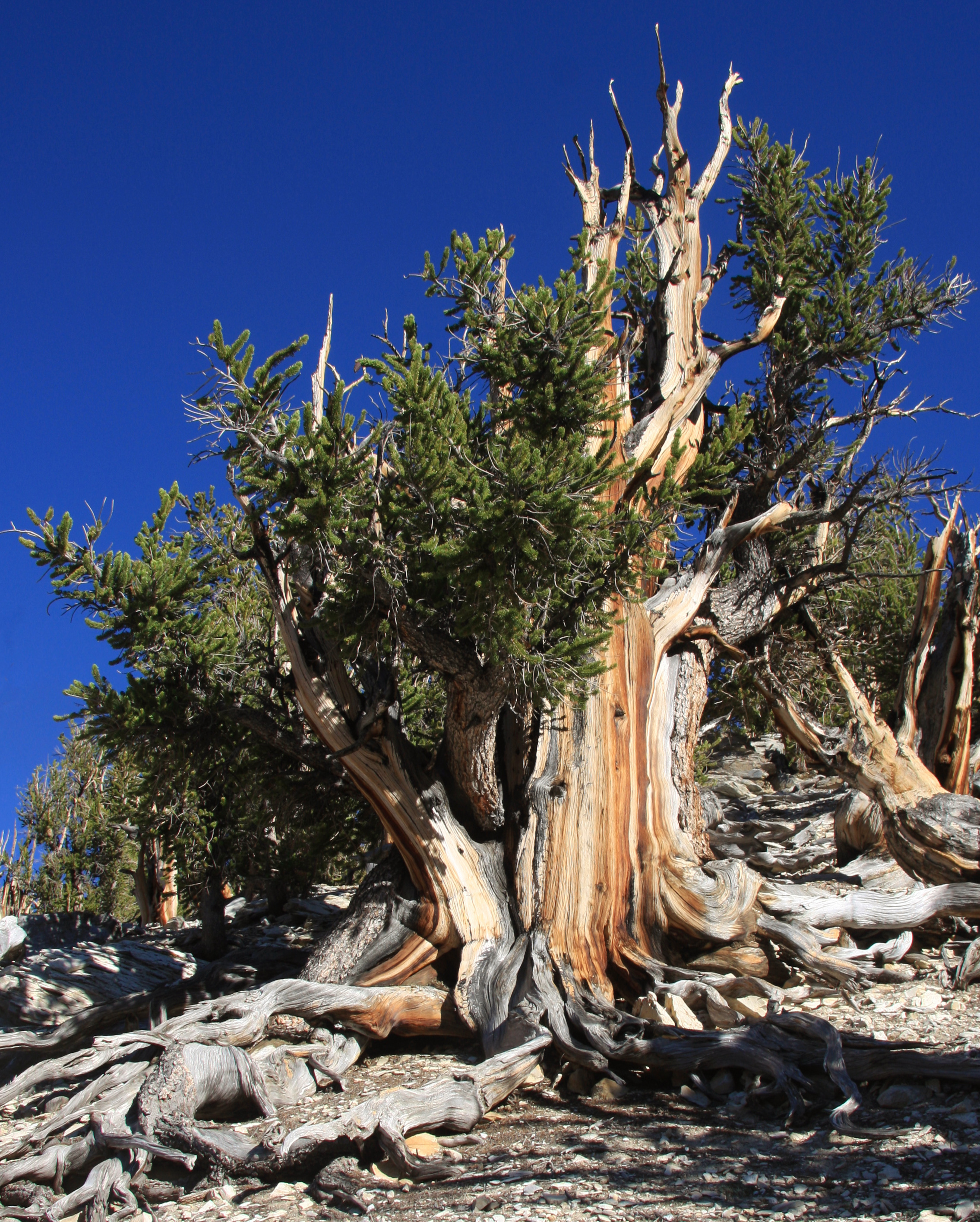
Een oud exemplaar met zowel dood hout als levende takken. Boom in de Schulman Grove in de White Mountains, Inyo National Forest.
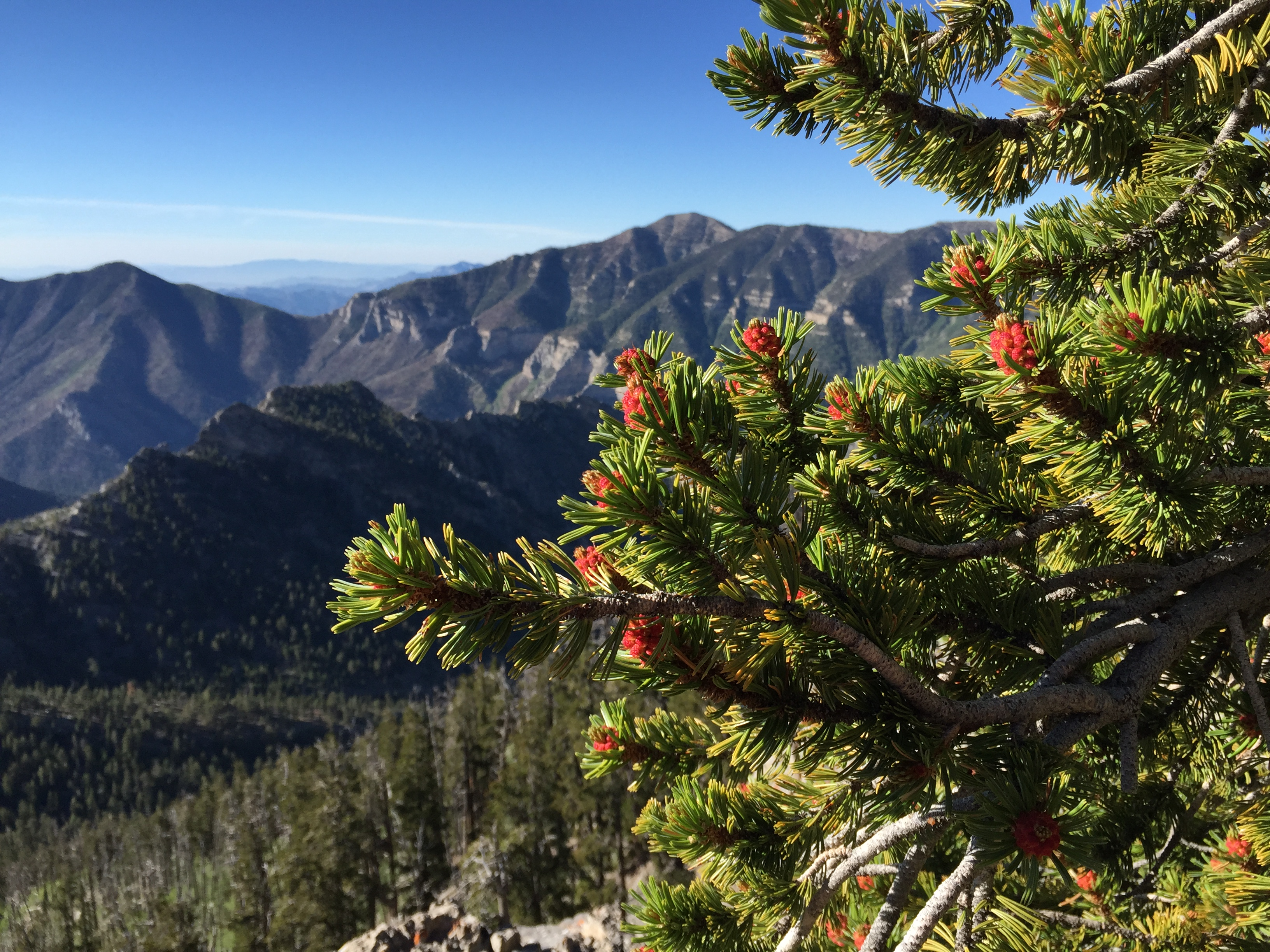
Loof en dennenappels. Boom in de Spring Mountains, Mount Charleston Wilderness.
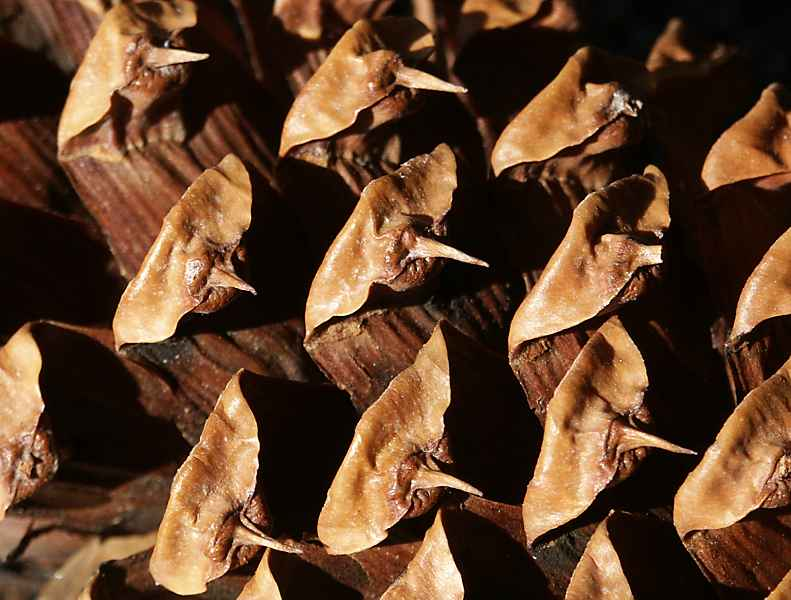
Detail van de stekelige uiteindes op een kegel van bristlecone pine, waaraan de soort haar naam dankt.

... · 
P. albicaulis (asgrijze den) · 
P. aristata (stoppelden) · 
P. balfouriana (vossenstaartden) · 
P. brutia (Turkse den) · 
P. canariensis (Canarische den) · 
P. cembra (alpenden) · 
P. contorta (draaiden) · 
P. densiflora (Japanse rode den) · 
P. halepensis (aleppoden) · 
P. heldreichii (Bosnische den) · 
Pinus hwangshanensis · 
P. jeffreyi (jeffreyden) · 
P. koraiensis (Koreaanse den) · 
P. lambertiana (suikerden) · 
P. longaeva (langlevende den) · 
P. monophylla · 
P. monticola (Amerikaanse witte den) · 
P. mugo (bergden) · 
P. muricata (bishopden) · 
P. nigra (zwarte den) · 
P. nigra subsp. laricio (Corsicaanse den)  · 
P. nigra subsp. nigra (Oostenrijkse den) · 
P. palustris (moerasden) · 
P. parviflora (Japanse witte den) · 
P. peuce (Macedonische den) · 
P. pinaster (zeeden) · 
P. pinea (parasolden) · 
P. ponderosa (gele den) · 
P. pumila (Siberische dwergden) · 
P. radiata (montereyden) · 
P. strobus (weymouthden) · 
P. sibirica (Siberische den) · 
P. sylvestris (grove den) · 
P. thunbergii (Japanse zwarte den) · 
P. wallichiana (tranenden) · 
...
1. ↑  (en) Pinus longaeva op de IUCN Red List of Threatened Species.